# Aeroportul Port Alberni (Alberni Valley Regional)
Aeroportul Port Alberni (Alberni Valley Regional) (IATA: YPB) este un aeroport din Columbia Britanică, Canada. Aeroportul a fost tranzitat în 2017 de 0 pasageri. A fost deschis în 1993.
Situat la o altitudine de 76 m, aeroportul dispune de 1 pistă.

## Infrastructură

### Piste
Aeroportul dispune de o singură pistă. Pista are orientarea 12/30. 